# Карцаг
47°19′00″ пн. ш. 20°56′00″ сх. д. / 47.316666666667° пн. ш. 20.933333333333° сх. д.
Карцаг (угор. Karcag) — місто в медьє Яс-Надькун-Сольнок, на сході Угорщини, за 200 км від Будапешта. Назва Карсак походить від тюркського карі — давній, сак — саки (скіфський народ). Карцаг вважається столицею угорських кипчаків.
У Карцазі розташовується пам'ятник журналісту і адвокату Лайошу Кошуту, який в 1848 році очолив повстання угорців за незалежність проти Австрійської імперії.